# Codex Ambrosianus
El Codex Ambrosianus es un manuscrito que contiene las obras de Virgilio, comentado por Maurus Servius Honoratus y anotado por Petrarca. Tiene un frontispicio decorado con una miniatura de Simone Martini. 

## Historia
El manuscrito fue copiado a principios del siglo XIV. Fue adquirido por Petrarca en Aviñón donde vivió desde 1325. Fue robado unos meses después y lo recuperó en 1338, como indica una nota escrita en la guarda del libro. Luego de esta fecha comenzó a agregar sus anotaciones y le pidió a su amigo Simone Martini, que estuvo en Aviñón desde 1340, que le hiciera una miniatura para su frontispicio.
Tras la muerte de Petrarca en 1374, el manuscrito fue enviado con el resto de su biblioteca a Pavía, a las colecciones de la familia Visconti. Sin embargo, no se menciona en el inventario de su biblioteca hasta 1460. La obra también contiene la firma de Galéas Marie Sforza, cuando era duque de Milán entre 1466 y 1476. En 1500, las colecciones de los duques se dispersaron y el manuscrito fue recuperado por un tal Antonio di Pirro. A finales del XVI, probablemente perteneció al cardenal Agostino Cusani, quien lo trasladó de Roma a Milán, donde murió en 1598. Fue adquirido por el Cardenal Arzobispo de Milán Federico Borromeo quien creó la Biblioteca Ambrosiana donde aún se conserva hoy.

## Descripción
El manuscrito, escrito en pergamino grueso y lujosamente encuadernado, contiene los tres grandes poemas de Virgilio comentados por Mauro Servio Honorato: las Bucólicas (f.2-16), las Geórgicas (f.16-52), la Eneida (f.52-233). También contiene otras obras: Stace  Achilleide con comentario (f.233-238), Horace 's Odes (f.249-251) y dos comentarios sobre Donat 's De Barbarismo (f.251-f.270)  . El texto en sí está decorado únicamente con iniciales sencillas y sobriamente ornamentadas.
Los textos están anotados en los márgenes por  Petrarca. Las anotaciones probablemente se agregaron varias veces a lo largo de su vida, como lo demuestran los diferentes colores de escritura y tinta. La primera hoja también contiene varias menciones autobiográficas, como la muerte del gran amor de su vida, Laure de Sade, en 1348  .
En el reverso del folio 1 se encuentra la miniatura a toda página atribuida a Simone Martini: representa a un Virgilio barbudo recostado contra un árbol (en la pose del pastor Títiro): la cabeza erguida y coronada por un olivo, el estilete en la mano y un volumen abierto sobre las rodillas. Es descubierto por su comentarista Servio, que ha descorrido la cortina que lo ocultaba y señala a la figura (provista de una larga lanza y espuelas en los pies) que está de pie a su derecha. En primer plano otros dos personajes, a la izquierda, un campesino preparándose para podar un sarmiento, a la derecha un pastor sentado, con una cabra y tres ovejas, ordeñando una de ellas. Los tres personajes, que tienen la mirada fija en Virgilio, personificarían la obra del autor latino : el caballero que mira Servio representa al Eneas de la Eneida,  el campesino a las Geórgicas, y el pastor a las Bucólicas. Los tres árboles del fondo, que simbolizan la arboleda sagrada de las Musas, son de igual tamaño, lo que indica que los tres poemas de Virgilio tienen el mismo valor, habiendo alcanzado el poeta la excelencia y la perfección en los tres géneros literarios y la tres estilos utilizados el estilo humilde de las Bucólicas, el estilo medio de las Geórgicas y el estilo noble de la Eneida.
La imagen va acompañada de tres coplas de hexámetros en rima firmadas por Petrarca, dos en filacterias colocadas debajo de Virgilio en la miniatura, la tercera debajo.